# Hessentag 2018
Der Hessentag 2018 war der 58. Hessentag und fand vom 25. Mai bis zum 3. Juni 2018 in Korbach statt. Die Hansestadt war nach 1997 bereits zum zweiten Mal Ausrichter des hessischen Landesfestes. Insgesamt kamen rund 845.000 Besucher zu den Veranstaltungen. Zu den Höhepunkten zählten Musiker und Bands wie Sunrise Avenue, Adel Tawil, Revolverheld, Culcha Candela, Cro und Alle Farben.

## Hintergrund
Seit 1961 finden in wechselnden Orten Hessens die von der Landesregierung initiierten und gemeinsam mit der jeweiligen Kommune durchgeführten Hessentage statt. Im Zeitraum von zehn Tagen präsentiert sich das Land den Besuchern mit kulturellen Darstellungen und Ausstellungen. Weiterhin finden anlässlich der Hessentage regelmäßig große Freiluftkonzerte unter Beteiligung namhafter nationaler und internationaler Künstler statt. Es handelt sich bei dem hessischen Landesfest um eine überregional beachtete und bedeutende Großveranstaltung, die jedes Jahr viele hunderttausend Besucher anzieht.
Korbach bemühte sich bereits zu den vorjährigen Ausgaben um eine Ausrichtung, insbesondere 2013 als Vellmar seinen Hessentag absagte. Nachdem Bad Hersfeld seine Bewerbung auf 2019 verschob, war Korbach einziger Bewerber für 2018 und erhielt im Februar 2016 den Zuschlag vom hessischen Ministerpräsidenten Volker Bouffier. Die Kosten betrugen 11,2 Mio. €, davon mussten 2,8 Mio. € von der Stadt selbst getragen werden. 2,5 Mio. € stellte das Land direkt für das Fest zur Verfügung. Damit verbunden waren Millionenzuschüsse des Landes für infrastrukturelle Bauprojekte. So wurde der Bahnhof und die Fußgängerzone für über 10 Mio. € erneuert. Das Rathaus soll nach dem Fest ebenfalls neu gebaut werden.

## Logo, Motto & Hessentagspaar
Am 20. April 2017 stellten Bürgermeister Klaus Friedrich und Staatsminister Axel Wintermeyer das Logo vor. Es zeigt die Silhouette der Stadt Korbach bestehend aus u. a. Kilianskirche, Nikolaikirche und Rathaus. Das zugehörige Motto lautet: „Sympathisch. Bunt. Goldrichtig!“. Es knüpft damit an das Motto der Stadt „Korbach - Goldrichtig“ an. In Korbach befindet sich die größte Goldlagerstätte Deutschlands und man kann auf eine jahrhundertelange Tradition im Goldbergbau zurückblicken.
Das Hessentagspaar bildeten „Goldmarie“ Lisa-Marie Fritzsche und „Hansekaufmann“ Lukas Goos. Als Goldmarie repräsentiert sie die Stadt auch zu weiteren offiziellen Anlässen und in den Medien. Der Hansekaufmann wurde durch ein Bewerbungsverfahren eigens für den Hessentag ermittelt.

## Veranstaltungen & Veranstaltungsorte
Die Hessentagsstraße erstreckte sich über 2,4 km. Beginnend am Stadtrand hinter dem Kreishaus befanden sich das Festzelt, die Landesausstellung sowie das Gelände der Bundeswehr, Bundespolizei und der Ausstellung „Der Natur auf der Spur“. Auf der Hauer, dem Großparkplatz des örtlichen Fußballstadions, befand sich die „Continental-Arena“. Sie diente als Austragungsstätte der größten Konzerte wie beispielsweise „FFH-Just 90's!“ mit 15.000 Besuchern. Das Weindorf befand sich im Stadtpark, das hr-Zelt in der Allee. Dazwischen markierte ein Riesenrad das zweite Ende der Hessentagsstraße.
Die Zufahrtsstraßen wurden durch Betonbarrieren blockiert.
Die seit 2011 jährlich stattfindende „Just-White“-Party fand erstmals nicht statt. Als Grund wurden finanzielle Bedenken genannt.
Für einen Eklat sorgte die Lehrergewerkschaft GEW. Sie schrieb hessische Schulen an und forderte diese dazu auf, auf Klassenfahrten zur Bundeswehrausstellung des Hessentags zu verzichten. Die Bundeswehr hat Schulklassen eingeladen diese auf eigene Kosten zum Hessentag zu fahren. Mehr als 50 Schulen kamen dieser Einladung nach.